# Басин (епископ Трира)
Святой Басин (лат. Basinus, Базин; VII век — 4 марта 705) — архиепископ Трирский. Представитель знатного франкского рода. До возведения на кафедру был монахом, затем настоятелем монастыря Святого Максимина в Трире (Германия). Преемником Басина на кафедре Трира стал его племянник святой Лиутвин.
Басин, совместно со святым Виллибрордом и Ирминой и племянником Лиутвином, основал в 697 году монастырь в Эхтернахе.
Почитается Католической церковью в лике святых, память 4 марта.